# Service de radiocommunication

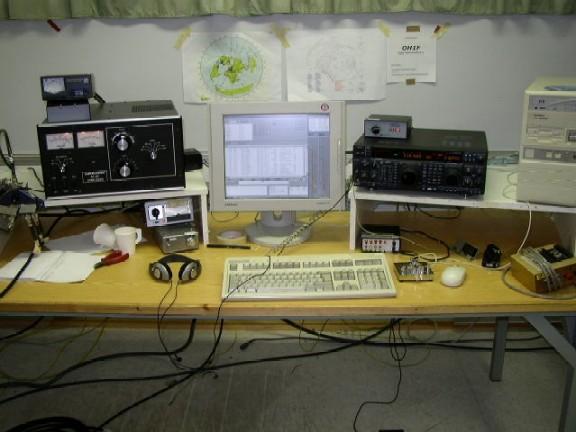
Une station radio de service amateur.

Le service de radiocommunication est défini par l'article 1, n° 1.19 du Règlement des radiocommunications de l'Union internationale des télécommunications (RR de l'UIT),, défini comme « un service... impliquant la transmission, émission et/ou la réception d'ondes radio à des fins spécifiques de télécommunication ».
Les radiocommunications se subdivisent en radiocommunications spatiales et terrestres. Les radiocommunications spatiales sont définies au numéro 1.8 de l'Article 1 du RR comme « Toute  radiocommunication assurée au moyen d'une ou plusieurs stations spatiales, ou au moyen d'un ou plusieurs satellites réflecteurs ou autres objets spatiaux ». La radiocommunication terrestre est définie comme « toute radiocommunication autre que la radiocommunication spatiale ou la radioastronomie ».

## Types
La Section III de l'article 1 du Règlement des radiocommunications de l'UIT définit quelque 40 services de radiocommunication, dont le service fixe, le service mobile, le service mobile terrestre, le service de radiodiffusion, le service des fréquences étalon et des signaux horaires, divers services par satellite, ainsi que la radioastronomie qui est définie comme "un service faisant appel à la radioastronomie". Le service de radioastronomie n'est pas défini comme un service de radiocommunication, mais simplement comme un service impliquant l'utilisation de la radioastronomie.
| Article du RR de l'UIT | Article du RR de l'UIT                                                   | Article du RR de l'UIT         |
| N°                     | Description                                                              | Court                          |
| ---------------------- | ------------------------------------------------------------------------ | ------------------------------ |
| 1.19                   | Service de radiocommunication.                                           | Service de radiocommunication. |
| 1.20                   | Service fixe (en)                                                        | fixe                           |
| 1.20                   | obsolete Service fixe aéronautique                                       |                                |
| 1.21                   | Service fixe par satellite (en)                                          | SFS                            |
| 1.22                   | Service inter-satellites (en)                                            | ISS                            |
| 1.23                   | service d'exploitation spatiale (en)                                     | SOS                            |
| 1.24                   | Service mobile (en)                                                      | mobile                         |
| 1.25                   | Service mobile par satellite (en)                                        | MSS                            |
| 1.26                   | Service mobile terrestre (en)                                            | LMS                            |
| 1.27                   | Service mobile terrestre par satellite (en)                              | LMSS                           |
| 1.28                   | Service mobile maritime                                                  | MMS                            |
| 1.29                   | Service mobile maritime par satellite (en)                               | MMSS                           |
| 1.30                   | Service des opérations portuaires (en)                                   | POS                            |
| 1.31                   | Service des mouvements de navires (en)                                   | SMS                            |
| 1.32                   | Service mobile aéronautique (en)                                         | AMS                            |
| 1.33                   | Service mobile aéronautique (R) (en)                                     | AMS(R)                         |
| 1.34                   | Service mobile aéronautique (OR) (en)                                    | AMS(OR)                        |
| 1.35                   | Service mobile aéronautique par satellite (en)                           | AMSS                           |
| 1.36                   | Service mobile aéronautique par satellite (R) (en)                       | AMS(R)S                        |
| 1.37                   | Service mobile aéronautique par satellite (OR) (en)                      | AMS(OR)S                       |
| 1.38                   | Service de radiodiffusion                                                | BS                             |
| 1.39                   | Service de radiodiffusion par satellite (en)                             | BSS                            |
| 1.40                   | Service de radiorepérage (en)                                            | RDS                            |
| 1.41                   | Service de radiorepérage par satellite (en)                              | DRSS                           |
| 1.42                   | Service de radionavigation                                               | RNS                            |
| 1.43                   | Service de radionavigation par satellite                                 | RNSS                           |
| 1.44                   | Service de radionavigation maritime                                      | MRNS                           |
| 1.45                   | Service de radionavigation maritime par satellite (en)                   | MRNSS                          |
| 1.46                   | Service de radionavigation aéronautique (en)                             | ARNS                           |
| 1.47                   | Service de radionavigation aéronautique par satellite (en)               | ARNSS                          |
| 1.48                   | Service de radiolocalisation (en)                                        | RLS                            |
| 1.49                   | Service de radiolocalisation par satellite (en)                          | RLSS                           |
| 1.50                   | Service d'aides météorologiques                                          | RLSS                           |
| 1.51                   | Service d'exploration de la Terre par satellite                          | EESS                           |
| 1.52                   | Service météorologique par satellite                                     | EESS                           |
| 1.53                   | Service des fréquences étalon et des signaux horaires (en)               | SFTS                           |
| 1.54                   | Service des fréquences étalon et des signaux horaires par satellite (en) | SFTSS                          |
| 1.55                   | Service de recherche spatiale (en)                                       | SRS                            |
| 1.56                   | Service d'amateur                                                        | Amateur                        |
| 1.57                   | Service d'amateur par satellite (en)                                     | Amateur-satellite              |
| 1.58                   | Service de radioastronomie                                               | RAS                            |
| 1.59                   | Service de sécurité (en)                                                 |                                |
| 1.60                   | Service spécial de radio (en)                                            |                                |

### Sous-ensembles de services et branches
Certains services sont un sous-ensemble d'un autre service. Par exemple, le service mobile terrestre peut être considéré comme une branche du service mobile qui englobe les services mobiles terrestres, maritimes et aéronautiques. Pour de nombreux services de radiocommunication de Terre, il existe un service parallèle de radiocommunication spatiale, par exemple le service de radiodiffusion et le service de radiodiffusion par satellite.
D'autres sous-ensembles de certains de ces services définis au niveau international sont souvent créés au niveau national. Par exemple, dans le cadre du service mobile terrestre, un pays peut choisir de définir des services tels que la radiomessagerie, le service radio bidirectionnel de répartition, le service de téléphonie mobile cellulaire, le service de radiocommunication mobile à ressources partagées, etc. Nombre de ces définitions sont fondées sur la nature du service fourni plutôt que sur le concept international de service de radiocommunication. En d'autres termes, le terme "service" peut être utilisé de deux manières différentes. Quelles que soient les définitions adoptées dans un pays donné, à l'exception de certaines exceptions spécifiques prévues dans les RR de l'UIT, l'utilisation du spectre doit être conforme aux définitions internationales des services de radiocommunication.